# پرسش‌نامه آنلاین
پرسش‌نامه آنلاین ابزاری اینترنتی است به منظور گردآوری داده‌های مربوط به پژوهش‌های میدانی. پرسش‌نامه یکی از ابزارهای اصلی گردآوری داده‌های پژوهشی در حوزه‌های مختلف به‌شمار می‌رود. در سال‌های گذشته پرسش‌نامه چاپی یکه‌تاز تحقیقات مبتنی بر پرسشنامه بوده‌است اما اخیراً با پیشرفت‌هایی که در محیط وب به وجود آمده‌است، ایجاد پرسش‌نامه‌های آنلاین مورد توجه پژوهشگران قرار گرفته‌است که نسبت به نمونه‌های چاپی قابلیت‌های به مراتب بیشتری دارد.
به‌طور سنتی، جمع‌آوری داده‌ها به کمک پرسش‌نامه، به صورت حضوری و نیمه حضوری و با استفاده از کاغذ، ضبط مصاحبه و … همراه است. به این روش با دلیل به اتکا به کاغذ، تحقیق مداد-کاغذی یا تحقیق با پرسشنامه کاغذی (به انگلیسی: paper based questionnaire) گفته می‌شود. در مقابل این نوع گردآوری داده، استفاده از صفحات اینترنت وجود دارد. در این حالت شرکت‌کننده با استفاده از موس و کی بورد اقدام به پاسخگویی به پرسش‌ها می‌کند. در حالی که در حالت پرسشنامه آنلاین، پرسشنامه ابتدا در یک محیط‌نرم‌افزاری ایجاد می‌شود، لینک آن برای جامعه یا نمونه آماری ارسال می‌شود و پاسخ‌دهندگان پس از اتصال به اینترنت، می‌توانند به پرسش‌ها پاسخ می‌دهند. در این شیوه، داده‌ها به صورت آنی در پایگاه داده ثبت می‌شود و نیازی به ورود دستی داده‌ها توسط محقق نیست.
در زبان فارسی عباراتی همچون پرسشنامه اینترنتی، نظرسنجی آنلاین، پرسشنامه الکترونیکی، نظرسنجی اینترنتی، پیمایش آنلاین(Online Surveys) و مطالعه آنلاین معادل پرسشنامه آنلاین بکار می‌روند.

## مزایای پرسش‌نامه آنلاین
استفاده از پرسشنامه آنلاین در مقایسه با ارسال پستی پرسشنامه‌های کاغذی، مصاحبه/پرسشگری رو در رو یا تلفنی، ارسال فایل پرسشنامه از طریق ایمیل مزایای فراوانی دارد. از جمله:
- انعطاف‌پذیری: انواع پرسش‌های قابل ارائه در پرسشنامه آنلاین انعطاف بیشتری نسبت به نمونه‌های چاپی دارد. (شامل چک باکس‌ها، دکمه‌های رادیویی، منوهای باز شونده و…)
- سرعت: سرعت ارسال پرسشنامه و دریافت پاسخ‌ها در پرسشنامه‌های آنلاین بیشتر از نمونه‌های چاپی است.
- مقرون به صرفه بودن: پرسشنامه آنلاین ارزان‌تر از پرسشنامه چاپی است (هزینه کاغذ و چاپ و تکثیر و پست وجود ندارد).
- صرفه جویی در زمان: مدت زمان لازم برای تحلیل اطلاعات کمتر است. چرا که پاسخ‌ها در پایگاه داده طراح پرسشنامه قرار می‌گیرند و نیازی به ورود اطلاعات به صورت دستی نیست.
- سهولت تصحیح: تصحیح خطاها در پرسشنامه آنلاین راحت‌تر است. چرا که طراح پرسشنامه پس از تصحیح خطا نیاز به چاپ مجدد پرسشنامه ندارد.
- دقت: یکی از مهم‌ترین خطاهایی که در هر تحقیق اتفاق می‌افتد خطاهای انسانی هستند و بخشی از این خطاها هنگام ورود داده‌های پرسشنامه کاغذی به نرم‌افزارهای آماری روی می‌دهد. در پرسشنامه آنلاین این خطا عملاً منتفی است.
- دامنه جغرافیایی نامحدود و توزیع آسان پرسش‌نامه
- جذابیت در پاسخگویی: آمارها نشان می‌دهند نرخ پاسخگویی به پرسشنامه‌های آنلاین با پرسشنامه‌های کاغذی برابری می‌کند.
- خصوصی شدن و اطمینان: پر شدن پرسشنامه‌ها به صورت آنلاین می‌تواند مجهول ماندن مشخصات پاسخ‌دهنده را تضمین کند.
- داده‌پردازی بهینه: داده‌هایی که توسط پرسشنامه آنلاین گردآوری می‌شوند به راحتی قابل استفاده در انواع نرم‌افزارهای آماری از جمله Excel, SPSS و لیزرل است.
- آسیب کمتر به طبیعت و درختان: برای تهیه هر پرسشنامه دانشگاهی ۱۰۰۰ برگی حدود ۵ کیلو کاغذ لازم است.[۳]

## ارسال پرسش‌نامه آنلاین
پرسش‌نامه طراحی‌شده را به روش‌های مختلف می‌توان برای پاسخ دهندگان ارسال کرد. برای مثال می‌توان لینک پرسشنامه را ایمیل کرد یا از شبکه‌های اجتماعی مثل فیسبوک، تلگرام، لینکدین و … استفاده کرد.

## معایب پرسش‌نامه آنلاین
پرسش‌نامه آنلاین نیز مانند هر ابزار دیگر معایب خود را دارد. برخی از معایب پرسشنامه آنلاین عبارتند از:
- همگان به اینترنت دسترسی ندارند و این امر ممکن است پاسخ‌ها را محدود می‌کند؛ بسیاری از اشخاص حاضر به پر کردن پرسشنامه به صورت آنلاین نیستند؛ مطالعات نشان داده‌است افرادی که به پرسشنامه آنلاین پاسخ می‌دهند عموماً جوانان هستند.